# Aqvital FC Csákvár
Az Aqvital FC Csákvár egy magyar labdarúgócsapat a Fejér vármegyei Csákváron, jelenleg az NB II-ben szerepel.

## Története
A klub 1947-ben alakult Csákvári Torna Klub néven. Több szakosztállyal rendelkezett az elmúlt 60 évben az egyesület, Így a legnépszerűbb labdarúgó szakosztály mellett sikeres asztalitenisz szakosztály, kézilabda szakosztály is működött. Jelentős volt a szabadidősport szakosztály tevékenysége is az elmúlt időszakban a helyi lakosság életében. Korábban működött még sakk, tájfutó, lovas, és íjász szakosztály is az egyesületben.
1989-ben a Szabad Föld-kupa döntőjéig menetelt a csapat, ahol a Körmendi Dózsa MTE csak egy góllal tudta felülmúlni az akkor még ötödosztályú Csákvárt, amelyet a következő felállással küldött pályára az akkori edző, Czipóth Pál: Kardos Attila – Pula (Szabó I.), S. Molnár, Magyar – Szmolka János (Schneider), Váli János, Gulyás G., Gulyás J. – Takács, Fekete, Magosi.
A jelenleg az NB II-ben szerepel az egyesület. Megelőzően  1994-től már szerepelt a csákvári csapat a nemzeti bajnokság harmadik vonalában, ahol kétszer is bronzérmet szerzett. Az 1997-1998-as bajnoki évben az NB II. Nyugati csoportjában szerepeltek a labdarúgók.  Ezt követően ismét  harmadosztály következett, egy év kihagyás után az alap bajnokságról újra indult a felnőtt labdarúgás. Az utánpótlás csapatok azonban az NB II. bajnokságban szerepeltek.
2011-ben történelmet írt a csákvári labdarúgóklub, hiszen Fejér vármegye 1951 óta íródó futballtörténetében egyedülálló módon pontveszteség nélkül nyerte meg a megyei I. osztályú labdarúgó-bajnokságot, illetve az ifjúsági és a megye III-as csapat is aranyérmes lett.
Ezt követően a 2011–2012-es szezont 69 ponttal megnyerve feljutottak az NB II Nyugati csoportjába.

## Jelenlegi keret
Utolsó módosítás: 2024. február 29.
A vastaggal jelzett játékosok felnőtt válogatottsággal rendelkeznek.
A dőlttel jelzett játékosok kölcsönben szerepelnek a klubnál.
*Kooperációs szerződéssel szerepel a Puskás Akadémia csapatától.
| Mezszám       | Név                 | Nemzetiség  | Születési hely   | Születési idő (kor)            | Korábbi csapat                 | Érték (€) | Szerződés lejárta |
| Kapusok       | Kapusok             | Kapusok     | Kapusok          | Kapusok                        | Kapusok                        | Kapusok   | Kapusok           |
| ------------- | ------------------- | ----------- | ---------------- | ------------------------------ | ------------------------------ | --------- | ----------------- |
| 1             | Zelizi Patrik       | HUN         | Mór              | 1997. szeptember 25. (27 éves) | Bicskei TC                     | 50 000    | Nem publikus      |
| 88            | Somodi Bence        | HUN         | Eger             | 1988. november 25. (36 éves)   | MTK Budapest FC                | 75 000    | 2024.06.30.       |
| 91            | Perczel András      | HUN         | Kaposvár         | 2004. január 24. (21 éves)     | Puskás Akadémia FC II          | -         | 2024.06.30.       |
| Védők         |                     |             |                  |                                |                                |           |                   |
| 4             | Babós Levente       | HUN         | Szeged           | 2004. január 16. (21 éves)     | Puskás Akadémia FC             | 100 000   | 2024.06.30.       |
| 5             | Karacs Dániel       | HUN         | Budapest         | 1994. december 8. (30 éves)    | Gyirmót FC Győr                | 175 000   | Nem publikus      |
| 13            | Nathaniel Noel*     | Kanada      | Toronto          | 2004. január 14. (21 éves)     | Puskás Akadémia FC II          | 50 000    | 2024.06.30.       |
| 15            | Papucsek Barna      | HUN         | Budapest         | 1989. október 11. (35 éves)    | Nyíregyháza Spartacus FC       | 50 000    | 2024.06.30.       |
| 23            | Nahirnij Artem      | ukrán · HUN | Khrystynivka     | 2003. július 10. (22 éves)     | Puskás Akadémia FC II          | 100 000   | 2024.06.30.       |
| 26            | Umathum Ádám*       | HUN         | Mosonmagyaróvár  | 2006. április 8. (19 éves)     | Puskás Akadémia FC II          | 25 000    | 2024.06.30.       |
| 97            | László Noel         | HUN         | Baja             | 1997. szeptember 28. (27 éves) | Puskás Akadémia FC II          | 100 000   | Nem publikus      |
| Középpályások |                     |             |                  |                                |                                |           |                   |
| 2             | Gregor Zalán        | magyar      | Paks             | 2004. május 29. (21 éves)      | Paksi FC II                    | 25 000    | 2024.06.30.       |
| 3             | Szalai Péter        | magyar      | Siófok           | 2001. szeptember 19. (23 éves) | Balatonfüredi FC               | -         | Nem publikus      |
| 6             | Dencinger Norbert   | magyar      | Budapest         | 1999. szeptember 10. (25 éves) | FC Kufstein                    | -         | Nem publikus      |
| 8             | Major Marcell       | magyar      | Nyíregyháza      | 2005. március 17. (20 éves)    | Puskás Akadémia FC II          | 125 000   | 2024.06.30.       |
| 9             | Ominger Gergő       | magyar      | Győr             | 2002. szeptember 25. (22 éves) | Puskás Akadémia FC             | 100 000   | 2024.06.30.       |
| 10            | Szakály Dénes       | magyar      | Nagyatád         | 1988. március 15. (37 éves)    | Szeged-Csanád Grosics Akadémia | 75 000    | 2024.06.30.       |
| 14            | Farkas Aurél        | magyar      | Budapest         | 1994. március 31. (31 éves)    | Szeged-Csanád Grosics Akadémia | 75 000    | Nem publikus      |
| 16            | Mészáros Dávid      | HUN         | Budapest         | 1996. július 31. (29 éves)     | Puskás Akadémia FC             | 75 000    | Nem publikus      |
| 27            | Murka Benedek       | HUN         | Budapest         | 1997. szeptember 10. (27 éves) | Vasas FC                       | 100 000   | 2024.06.30.       |
| 34            | Dusinszki Szabolcs* | román · HUN | Székelyudvarhely | 2005. augusztus 6. (20 éves)   | Puskás Akadémia FC             | 100 000   | 2024.06.30.       |
| 77            | Gazdag Vajk         | HUN         | Kecskemét        | 2003. augusztus 16. (22 éves)  | Puskás Akadémia FC II          | 75 000    | 2024.06.30.       |
| Támadók       |                     |             |                  |                                |                                |           |                   |
| 7             | Tamás Nándor        | román · HUN | Kézdivásárhely   | 2000. október 24. (24 éves)    | Puskás Akadémia FC             | 100 000   | 2024.06.30.       |
| 11            | Juhász Levente      | HUN         | Budapest         | 2003. augusztus 1. (22 éves)   | MTK Budapest FC II             | 50 000    | 2025.06.30.       |
| 17            | Simon András        | HUN         | Salgótarján      | 1990. március 30. (35 éves)    | Gyirmót FC Győr                | 75 000    | 2024.06.30.       |
| 19            | Jablonszkij Oleh    | ukrán       | Ukrajna, ?       | 2005. augusztus 9. (20 éves)   | Puskás Akadémia FC             | 25 000    | 2024.06.30.       |
| 22            | Nagy Zoárd          | HUN         | Vác              | 2000. április 18. (25 éves)    | Mosonmagyaróvári TE            | 100 000   | Nem publikus      |
| 33            | Baracskai Roland    | HUN         | Budapest         | 1992. április 11. (33 éves)    | Mezőkövesd Zsóry FC            | 50 000    | Nem publikus      |
| 99            | Fejős Áron          | magyar      | Zenta            | 1997. április 17. (28 éves)    | Szekszárdi UFC                 | 75 000    | Nem publikus      |

## Egykori és mai híres játékosok
- Gróf Dávid
- Györök Tamás
- Markek Tamás
- Répási László

## Vezetőedzők
- Nyigri Richárd 2009–2012
- Bognár György 2012–2014
- Toldi Gábor 2014–2017
- Szanyó Károly 2017[5]
- Szijjártó István 2017–2019[6]
- Visinka Ede 2019–2021[7]
- Mónos Tamás 2021–2022[8]
- Tóth Balázs 2022–

## Tersztyánszky Ödön Sportközpont
A jelenlegi pályát 1983-ban  hatalmas társadalmi összefogás után adták át, a nyitómérkőzést a Tatabányai Bányász csapatával játszották a csákváriak 1000 néző előtt, a végeredmény 3-8 lett. A 2500 néző befogadására képes létesítményben az 1997-ben lejátszott telt házas Csákvári TK – Magyar labdarúgó-válogatott mérkőzés tartja a nézőcsúcsot, amelynek a végeredménye 1-6 lett.
A pálya talaja természetesen füves, a mérete 110 × 62 m, rendelkezik elektronikus eredményjelző táblával, a világítás ki van építve. A centerpálya mellett van egy hitelesített füves edzőpálya is (95 × 52 m). A létesítmény a Csákvári születésű olimpiai bajnokról Tersztyánszky Ödönről 2004-ben egy nagy felújítást követően lett elnevezve. A létesítmény számos országos bajnokságnak, és nemzetközi eseménynek is helyt adott. Négy alkalommal Mezei futó  Országos Bajnokság, egy alkalommal tájfutó Rövidtávú Országos bajnokságnak adott helyt. Legnagyobb rendezvény a 2000. évben megrendezett 25. HUNGÁRIA KUPA Nemzetközi 5 napos Tájfutó verseny volt, melyen 22 ország több mint 1300 fő versenyző vett részt. Ezen a versenyen Ausztráliából, Japánból, USA-ból, és számos Európai országból érkeztek Csákvárra versenyzők. Több nemzetközi labdarúgó mérkőzésnek is helyszíne volt Sportközpont. Így itt játszotta első magyarországi mérkőzését a világbajnoki ezüst érmes ausztrál női válogatott a Magyar válogatottal. Továbbá itt játszott az U-15 válogatott a svéd korosztályos válogatottal.